# Podlesie (rejon złoczowski)
Podlesie (ukr. Підлисся, Pidłyssia) – wieś w obwodzie lwowskim, w rejonie złoczowskim na Ukrainie.
Wieś – miejsce urodzenia słynnego pisarza ukraińskiego Markijana Szaszkewycza. Jego życiu i pracy poświęcone jest lokalne muzeum. Obok muzeum znajduje się również brązowe popiersie M. Szaszkewycza, autorstwa rzeźbiarza Dmytra Krwawycza z 1962 r. Imię pisarza nosi również szkoła średnia w Białym Kamieniu.

## Położenie
Na podstawie Słownika geograficznego Królestwa Polskiego i innych krajów słowiańskich Podlesie to wieś w powiecie złoczowskim, położona na południe od Ożydowa, 19 km na północny-zachód od sądu powiatowego Złoczowie, 4 km na północ od urzędu pocztowego w Białym Kamieniu, 9 km na południowy zachód od Oleska.